# Рицежев
Рицежев (пол. Rycerzew) — село в Польщі, у гміні Клодава Кольського повіту Великопольського воєводства.
Населення — 159 осіб (2011).
У 1975-1998 роках село належало до Конінського воєводства.

## Демографія
Демографічна структура станом на 31 березня 2011 року:
|          | Загалом | Допрацездатний вік | Працездатний вік | Постпрацездатний вік |
| -------- | ------- | ------------------ | ---------------- | -------------------- |
| Чоловіки | 70      | 17                 | 42               | 11                   |
| Жінки    | 89      | 19                 | 49               | 21                   |
| Разом    | 159     | 36                 | 91               | 32                   |